# Districtul Mekla
Mekla este un district din provincia Tizi Ouzou, Algeria.